# 娄寅亮
娄寅亮（11世纪—12世纪），字陟明，永嘉人。宋朝文官，曾建议宋高宗选太祖后裔为储，得到采纳。

## 生平
政和二年（1112年）考取进士乙科，政和八年（1118年）曾任兖州仪曹掾，奏称岱麓建封院为村僧所占据，请求改为道观，朝廷允准，并赐观额为升元观。后任上虞丞。
宋朝遭遇靖康之变后，宋高宗逃到越州。南宋建炎四年（1130年）六月，娄寅亮上疏：“前代的贤臣曾说：‘太祖舍其子而立弟，这是天下之大公；章圣皇帝在儿子周王薨逝后，取宗室养在宫中，这是天下之大虑。’仁宗感悟其说，下诏由嗣子英祖入继大统。太宗一脉就像周文王的子孙，应该为君王，但遭到变故，世系几乎断绝。如今有天下的，只有陛下一人而已，陛下克己忧勤，备尝艰险，年富力强，应该多生皇子，但眼下皇嗣无继，有识之士寒心。这也许是上天在深切告诫陛下追念祖宗公心的长远考虑吧？崇宁以来，谀臣们进言，只称英祖生父濮王子孙为近支亲属，其余都只称之为同姓，于是使得太祖之后寂寥无闻，逃散贫困，仅仅形同平民。这恐怕是典祀之礼特厚于近亲，违背天意，所以太祖在天之灵不肯眷顾，被金人俘虏的宋徽宗、宋钦宗二圣没有回銮之期，金人也没有悔祸之意，中原也没有安定之日。臣愚钝不识忌讳，想请求陛下从陛下的儿子辈也就是太祖后裔‘伯’字辈中选取贤德之人，视同亲王，作为储君，等皇嗣出生了，再让他退为藩王，再选择宣祖、太宗后裔中材武可称的人，提拔为南班（宋仁宗于南郊大祀时赐皇族子弟的官爵），以备环卫。这样大概可以上慰在天之灵，下系人心之望。臣本是书生，科举后二十年头发都白了也没有选调，准备告老还乡了。我处在卑微的职位却说了皇家的事，罪当万死，全凭陛下裁决赦免。”高宗读后感悟，签书枢密院事富直柔也推荐他。
绍兴元年（1131年），宋高宗因为娄寅亮言及宗社大计，召赴行在。娄寅亮入见时又上疏说：「陛下在外逃难六年，备尝险阻艰难。然而二圣未还，金人未灭，四方未靖，为什么呢？天意大概是：上天赐给宋朝国祚，太祖不偏爱其子而保住了它，不幸被奸邪误国所坏，希望嗣君念及先祖，思危而后有所收获，才能让国祚长久。臣实在是狂妄，去年上章请求陛下取太祖后裔中贤能者，视同亲王，让他继位，误蒙陛下采听，陛下赦免臣不诛杀。这大概是在天之灵发悟圣心，为社稷打算，不是愚臣所能达到的。伏望宣告大臣执行，他日皇子出生，就让那个太祖后裔退居清闲官职，不过增加一个节度使罢了。陛下以太祖之心，行章圣之虑，上天自然会被陛下的孝悌所感动，两宫可以回朝，恩泽流于万世。”宋高宗的伯母宋哲宗皇后孟太后和大臣们也建议高宗立太祖后裔为储，于是高宗于五月下诏命知南外宗正事选择年幼宗室入宫养育，最终于次年收养太祖后裔赵伯琮为子，就是后来继位的宋孝宗。六月，高宗令娄寅亮由选人转为京官，擢升为监察御史。
宰相秦桧因娄寅亮言及宗社大计，又是富直柔所荐，厌恶他，十一月，指使言官弹劾他隐瞒父丧不报不举哀，下大理寺讯问，结果没有此事，但高宗仍然下诏免去娄寅亮所居官；娄寅亮仍然因为族父冒占官户而被罢官送吏部治罪，从此被废黜不用。后来娄寅亮的家乡闹水灾，娄寅亮父子都被淹死。
后来陈傅良认为娄寅亮提议建储，为孝宗定策首功，应该褒奖及录用子孙。

## 作品
- 《觉印荣禅师塔铭》

## 评价
- 《宋史》论曰：娄寅亮请立太祖后为太子，能言人臣之所难言，而高宗亦慨然从之，君仁而臣直乎！宋汝为归自金国，论事切直，与寅亮俱迕秦桧，一则诬以罪谴，一则逃遁以死，于乎悕（悲伤）矣！[4]
- 明武宗正德七年（1512年），南京吏部右侍郎罗玘上奏，以司马光、娄寅亮自比，认为他们是宋朝忠臣，其言可用，建议武宗立储以安人心。[11]

## 延伸阅读
[在维基数据编辑]
 《宋史·卷399》，出自脱脱《宋史》